# Клембовець
Клембовець (пол. Kłębowiec, нім. Klausdorf) — село в Польщі, у гміні Валч Валецького повіту Західнопоморського воєводства.
Населення — 829 осіб (2011).
У 1975-1998 роках село належало до Пільського воєводства.

## Демографія
Демографічна структура станом на 31 березня 2011 року:
|          | Загалом | Допрацездатний вік | Працездатний вік | Постпрацездатний вік |
| -------- | ------- | ------------------ | ---------------- | -------------------- |
| Чоловіки | 421     | 90                 | 307              | 24                   |
| Жінки    | 408     | 83                 | 262              | 63                   |
| Разом    | 829     | 173                | 569              | 87                   |